# CFA-Franc BEAC

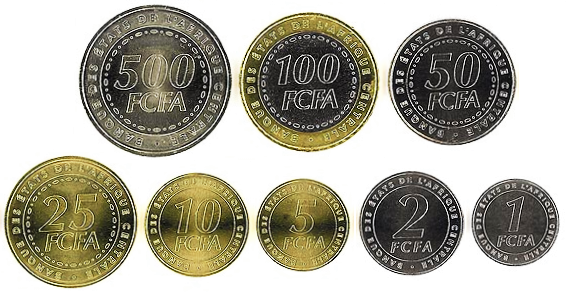
Aktuelle zentralafrikanische CFA-Münzen

Afrikanische Staaten mit dem CFA-Franc als Währung.
CFA-Franc BCEAO der UEMOA
CFA-Franc BEAC der CEMAC

Der CFA-Franc BEAC (Franc de la Coopération Financière en Afrique Centrale) oder kurz CFA-Franc ist die Währung der Zentralafrikanischen Wirtschafts- und Währungsgemeinschaft (CEMAC) in der CFA-Franc-Zone. Sie setzt sich zusammen aus den Staaten:
1. Äquatorialguinea (seit 1985)
2. Gabun
3. Kamerun
4. Republik Kongo
5. Tschad
6. Zentralafrikanischen Republik

Er wird von der Banque Centrale des États d’Afrique Centrale (BEAC) in Yaoundé/Kamerun emittiert und hat den ISO-4217-Code XAF.
Im Umlauf befinden sich Münzen zu 1, 2, 5, 10, 25, 50, 100 und 500 CFA-Franc und Banknoten zu 500, 1000, 2000, 5000 und 10.000 CFA-Franc.
Der CFA-Franc wird unterteilt in 100 Centimes (Abkürzung c).

## Wechselkursbindung
Der CFA-Franc BEAC war zuletzt mit einem festen Wechselkurs von 100 CFA je FF gebunden und ist im Zuge der Euro-Einführung mit 655,957 CFA-Franc je Euro an den Euro sowie mit einem Wechselkurs von 1 an den CFA-Franc BCEAO der Westafrikanischen Wirtschafts- und Währungsunion gekoppelt.

## Geschichte
Der CFA-Franc (Franc des colonies françaises d'Afrique, kurz FCFA) wurde am 25. Dezember 1945 bei der Ratifizierung des Bretton-Woods-Abkommens in mehreren französischen Kolonien eingeführt und hatte ursprünglich eine Parität von 1 CFA-Franc zu 1,70 französischen Franc (FF). Mit der Abwertung des französischen Francs am 17. Dezember 1948 änderte sie sich auf 1 CFA-Franc = 2 FF.
Als Frankreich 1958 mit der Einführung des neuen Franc zwei Nullen kürzte, zog der CFA-Franc nicht mit, weshalb die neue Parität 1 CFA-Franc = 0,02 FF ab dem 26. Dezember galt und dieser im Bereich der BEAC nun Franc de la Communauté Française d'Afrique genannt wurde. Seine Parität behielt bis 12. Januar 1994 Gültigkeit. Zum selben Zeitpunkt schuf man für die Mitgliedsstaaten der UEMOA-Zone den Franc de la Communauté Financière d'Afrique. 
Als am 22. November 1972 die Banque Centrale des États d'Afrique Centrale (BEAC) entstand, wechselte der Währungsname in Franc de la Coopération Financière en Afrique Centrale, wodurch er das Kürzel FCFA beibehielt. 1984 übernahm mit Äquatorialguinea eine ehemalige spanische Kolonie den CFA-Franc BEAC als Nachfolgewährung zum Ekwele.
Um 1994 war die Wettbewerbsfähigkeit der afrikanischen Staaten der CFA-Zone im Vergleich zu direkten Nachbarländern, die ihre Währungen mehrfach abgewertet hatten, derart beschädigt, dass die Parität nicht mehr aufrechterhalten werden konnte. Der CFA-Franc wurde mit Wirkung vom 18. Januar 1994 um die Hälfte abgewertet, wodurch der CFA-Franc fortan nur noch 0,01 FF wert war.
Seit der Einführung des Euro, am 1. Januar 1999, gilt entsprechend 1 € = 655,957 CFA-Franc.
Am 25. April 2023 findet das Ministertreffen der Wirtschafts- und Währungsgemeinschaft Zentralafrikas (Cemac) und Frankreichs statt. Insbesondere wurde das Thema des CFA-Franc besprochen. Auf französischer Seite wird die Garantie des CFA-Franc und die Zusicherung seiner Konvertierbarkeit als ein Faktor wirtschaftlicher Stabilität für die Region angesehen. Frankreich bleibt „offen“ und „bereit“, um eine Reform der Währungskooperation in Zentralafrika voranzutreiben, wie sie in Westafrika durchgeführt werden konnte. Frankreich erklärt sich bereit, die Vorschläge von CEMAC entgegenzunehmen.

## Bezeichnung CFA-Franc
Heute steht die Abkürzung CFA im Falle des CFA-Franc BEAC für Franc de la Coopération Financière en Afrique Centrale. Im Falle des benachbarten CFA-Franc BCEAO bezeichnet sie Franc de la Communauté Financière d’Afrique. Die beiden CFA-Franc-Währungen werden zusammen auch als CFA-Franc-Zone bezeichnet. Üblich ist auch die Bezeichnung „CFA-Franc“ für beide Währungen. Diese ist allerdings ungenau, da es sich um zwei unabhängige Währungsräume mit unterschiedlichem Geld und unterschiedlichen Zentralbanken handelt.
Historisch stand die Bezeichnung CFA-Franc von 1945 bis 1958 für Colonies Françaises d’Afrique, dann zwischen 1958 und der Entkolonialisierung für Communautés Françaises d’Afrique.